# Luge aux Jeux olympiques de 1988
Pour des articles plus généraux, voir Luge aux Jeux olympiques et Jeux olympiques d'hiver de 1988.
Navigation
Sarajevo 1984 Albertville 1992
Les épreuves de luge aux Jeux olympiques d'hiver de 1988 se déroulent au Parc national olympique du Canada, à Calgary, entre le 14 et le 19 février 1988. Elles sont dominées par les Allemands de l'Est, qui gagnent six médailles, dont trois d'or, sur les neuf mises en jeu.

## Podiums
| Épreuves                          | Or                                                 | Argent                                           | Bronze                                                   |
| --------------------------------- | -------------------------------------------------- | ------------------------------------------------ | -------------------------------------------------------- |
| Simple hommes résultats détaillés | Jens Müller (GDR)                                  | Georg Hackl (FRG)                                | Yuri Kharchenko (URS)                                    |
| Simple femmes résultats détaillés | Steffi Walter (GDR)                                | Ute Oberhoffner (GDR)                            | Cerstin Schmidt (GDR)                                    |
| Double résultats détaillés        | Allemagne de l'Est 1 Jörg Hoffmann Jochen Pietzsch | Allemagne de l'Est 2 Stefan Krausse Jan Behrendt | Allemagne de l'Ouest 1 Thomas Schwab Wolfgang Staudinger |

## Résultats

### Simple hommes
| Rang   | Athlète                 | Temps          |
| ------ | ----------------------- | -------------- |
| Or     | Jens Müller (GDR)       | 3 min 05 s 548 |
| Argent | Georg Hackl (FRG)       | 3 min 05 s 916 |
| Bronze | Yuri Kharchenko (URS)   | 3 min 06 s 274 |
| 4      | Thomas Jacob (GDR)      | 3 min 06 s 358 |
| 5      | Michael Walter (GDR)    | 3 min 06 s 933 |
| 6      | Sergey Danilin (URS)    | 3 min 07 s 098 |
| 7      | Johannes Schettel (FRG) | 3 min 07 s 371 |
| 8      | Hansjörg Raffl (ITA)    | 3 min 07 s 525 |
| 9      | Otto Mayregger (AUT)    | 3 min 07 s 619 |
| 10     | Paul Hildgartner (ITA)  | 3 min 07 s 696 |

### Simple femmes
| Rang   | Athlète                  | Temps          |
| ------ | ------------------------ | -------------- |
| Or     | Steffi Walter (GDR)      | 3 min 03 s 973 |
| Argent | Ute Oberhoffner (GDR)    | 3 min 04 s 105 |
| Bronze | Cerstin Schmidt (GDR)    | 3 min 04 s 181 |
| 4      | Veronika Bilgeri (FRG)   | 3 min 05 s 670 |
| 5      | Yuliya Antipova (URS)    | 3 min 05 s 787 |
| 6      | Bonny Warner (USA)       | 3 min 06 s 056 |
| 7      | Marie-Claude Doyon (CAN) | 3 min 06 s 211 |
| 8      | Nadejda Danilina (URS)   | 3 min 06 s 364 |
| 9      | Cammy Myler (USA)        | 3 min 06 s 835 |
| 10     | Irina Kusakina (URS)     | 3 min 07 s 043 |

### Double
| Rang   | Équipe                 | Athlètes                                | Temps          |
| Or     | Allemagne de l'Est 1   | Jörg Hoffmann et Jochen Pietzsch        | 1 min 31 s 940 |
| Argent | Allemagne de l'Est 2   | Stefan Krausse et Jan Behrendt          | 1 min 32 s 039 |
| Bronze | Allemagne de l'Ouest 1 | Thomas Schwab et Wolfgang Staudinger    | 1 min 32 s 274 |
| 4      | Allemagne de l'Ouest 2 | Stefan Ilsanker et Georg Hackl          | 1 min 32 s 298 |
| 5      | Autriche 1             | Georg Fluckinger et Robert Manzenreiter | 1 min 32 s 364 |
| 6      | Union soviétique 1     | Vitaly Melnik et Dmitry Alekseyev       | 1 min 32 s 459 |
| 7      | Italie 1               | Kurt Brugger et Wilfried Huber          | 1 min 32 s 553 |
| 7      | Union soviétique 2     | Yevgeny Belousov et Aleksandr Belyakov  | 1 min 32 s 553 |
| 9      | Italie 2               | Walter Brunner et Bernhard Kammerer     | 1 min 33 s 171 |
| 10     | Canada 1               | André Benoit et Bob Gasper              | 1 min 33 s 306 |

## Tableau des médailles
| Rang | Nation               | Or | Argent | Bronze | Total |
| ---- | -------------------- | -- | ------ | ------ | ----- |
| 1er  | Allemagne de l'Est   | 3  | 2      | 1      | 6     |
| 2e   | Allemagne de l'Ouest | 0  | 1      | 1      | 2     |
| 3e   | Union soviétique     | 0  | 0      | 1      | 1     |